# Daniele De Paoli
Daniele De Paoli (né le 6 décembre 1973 à Pavie) est un coureur cycliste italien, professionnel de 1997 à 2002 puis entre 2005 et 2006.

## Biographie
Daniele De Paoli commence sa carrière professionnelle en 1997 dans l'équipe Ros Mary. Il se classe huitième du Tour d'Italie en 1998 et 1999. Durant le Tour d'Italie 2001, des substances prohibées sont en sa possession sont saisies lors du « blitz ». La fédération italienne de cyclisme le condamne en 2002 à une suspension de 6 mois à compter du 11 février 2001. En 2002, il est arrêté en possession de produits interdits et suspendu par son employeur Alessio. De Paoli annonce alors l'arrêt de sa carrière. Après s'être retiré de la compétition durant deux années, il s'engage en 2005 avec LPR, avec laquelle il effectue deux dernières saisons, glanant un succès au Giro del Mendrisiotto.

## Palmarès

### Palmarès amateur
- 1993
  - 3e de Turin-Bielle
  - 3e de la Coppa d'Inverno
- 1995
  - Milan-Rapallo
  - 2e du Gran Premio Colli Rovescalesi
- 1996
  - Medaglia d'Oro Città di Monza
  - 2e et 7e étapes du Tour de la province de Liège
  - 2e du Tour de la province de Liège
  - 2e de la Cronoscalata Gardone Val Trompia-Prati di Caregno
  - 3e de la Targa d'Oro Città di Legnano
  - 3e du Gran Premio Industria e Commercio Artigianato Carnaghese
  - 3e de la Ruota d'Oro

### Palmarès professionnel
- 1998
  - 8e du Tour d'Italie
- 1999
  - 3e du Tour des Apennins
  - 8e du Tour d'Italie
- 2000
  - Tour des Abruzzes
  - 3e des Trois vallées varésines
  - 9e du Championnat de Zurich
- 2001
  - 7e étape du Tour de Catalogne
  - 3e du Trophée Matteotti
  - 3e du championnat d'Italie sur route
- 2006
  - Giro del Mendrisiotto

## Résultats sur les grands tours

### Tour d'Italie
6 participations
- 1997 : 29e
- 1998 : 8e
- 1999 : 8e
- 2000 : 36e
- 2001 : 21e
- 2002 : 32e

### Tour d'Espagne
2 participations
- 1999 : abandon (9e étape)
- 2001 : abandon (18e étape)